# サリー郡 (バージニア州)
サリー郡（英: Surry County）は、アメリカ合衆国バージニア州の南東部、ハンプトン・ローズ地域に位置する郡である。2010年国勢調査での人口は7,058人であり、2000年の6,829人から3.4%増加した。郡庁所在地はサリー町（人口244人）であり、郡内にあるのは人口200人から300人の小さな町ばかりである。

## 歴史
1652年、サリー郡はジェームズシティ郡（1634年設立）のジェームズ川から南の部分に設立された。郡名は、イングランドのサリー州から採られた。当初の郡内にはローンズ・クリークやイングランド国教会のサウスウォーク・パリッシュが含まれていた。1665年、アーサー・アレンがジャコバン様式レンガ造りの家屋を建設した。1676年、ウィリアム・バークレー総督に反抗して起きたベイコンの反乱のとき、この家が砦あるいは「城」として占領された。ベイコン自身はこの城に住まず、ジェームズ川北岸、約30マイル (48 km) 上流のヘンライコ郡にあったカールズネック・プランテーションに住んだ。アレンの家は今日ベイコンの城と呼ばれる目印になっている。
郡内最初の町コブハムは1691年に、グレイズ・クリークがジェームズ川に注ぐ場所に設立された。1754年、西隣のサセックス郡がサリー郡南西部から設立された。
その100年後、アメリカ独立戦争でイギリスからの独立を果たした13植民地の1つ、新生バージニア州の一部となった。南北戦争のとき（1861年-1865年）、南軍にサリー軽装砲兵隊とサリー騎兵隊と呼ばれる部隊が出征した。
サリー郡は農業、バージニア・ハムの養生、木材特にバージニアマツの切り出しで知られている。350年間以上にわたってその文化遺産と田園的な性格を維持してきた。植民地時代のジェームズタウン、ウィリアムズバーグ、ヨークタウンという観光地が国立公園局のコロニアル・パークウェイで結ばれ、ジェームズタウン・フェリーと歴史的三角地帯に至便な位置にある。郡内には小さな町が幾つかあり、ジェームズ川プランテーションや州立公園がある。
サリー郡はバージニア州道31号線と同40号線で二分され、また幹線道路であり歴史的な道である州道10号線はジェームズ川の南岸に沿って走り、西のプリンスジョージ郡と南東のアイルオブワイト郡を結んでいる。

## 地理
アメリカ合衆国国勢調査局に拠れば、郡域全面積は310平方マイル (804 km2)であり、このうち陸地279平方マイル (723 km2)、水域は31平方マイル (81 km2)で水域率は10.06%である。

### 主要高規格道路
- アメリカ国道460号線
- バージニア州道10号線
- バージニア州道31号線
- バージニア州道40号線

### 隣接する郡
- ジェームズシティ郡 - 北東
- アイルオブワイト郡 - 南東
- サウサンプトン郡 - 南
- サセックス郡 - 南西
- プリンスジョージ郡 - 西
- チャールズシティ郡 - 北西

## 人口動態
以下は2010年国勢調査による人口統計データである。
| 基礎データ - 人口: 7,058人 - 世帯数: 2,619 世帯 - 家族数: 1,917 家族 - 人口密度: 9人/km2（24人/mi2） - 住居数: 3,294軒 - 住居密度: 5軒/km2（12軒/mi2） 人種別人口構成 - 白人: 51.3% - アフリカン・アメリカン: 46.1% - ネイティブ・アメリカン: 0.3% - アジア人: 0.3% - 太平洋諸島系: 0.0% - その他の人種: 0.3% - 混血: 1.7% - ヒスパニック・ラテン系: 1.2% 年齢別人口構成 - 18歳未満: 25.2% - 18-24歳: 7.2% - 25-44歳: 27.8% - 45-64歳: 25.7% - 65歳以上: 14.1% - 年齢の中央値: 39歳 - 性比（女性100人あたり男性の人口） - 総人口: 93.7 - 18歳以上: 92.0 | 世帯と家族（対世帯数） - 18歳未満の子供がいる: 30.5% - 結婚・同居している夫婦: 55.5% - 未婚・離婚・死別女性が世帯主: 14.1% - 非家族世帯: 26.8% - 単身世帯: 23.7% - 65歳以上の老人1人暮らし: 10.1% - 平均構成人数 - 世帯: 2.61人 - 家族: 3.09人 収入と家計 - 収入の中央値 - 世帯: 37,558米ドル - 家族: 41,234米ドル - 性別 - 男性: 31,123米ドル - 女性: 21,143米ドル - 人口1人あたり収入: 16,682米ドル - 貧困線以下 - 対人口: 10.8% - 対家族数: 9.7% - 18歳未満: 13.4% - 65歳以上: 14.8% |

## 見どころ
- ベイコンの城
- チッポークス・プランテーション州立公園
- クレアモント荘園プランテーション
- ジェームズタウン・スコットランド・フェリー
- サリー原子力発電所

## 町
- サリー - 郡庁所在地
- クレアモント
- デンドロン

### 未編入の町
- キャビンポイント
- スコットランド
- スプリンググローブ
- カースレー
- エルベロン
- ベイコンズキャッスル